# Tracheloteina ordinata
Tracheloteina ordinata är en fjärilsart som beskrevs av Edward Meyrick 1921. Tracheloteina ordinata ingår i släktet Tracheloteina och familjen äkta malar. Inga underarter finns listade i Catalogue of Life.